# RS-422
EIA-422(RS-422의 공식적인 명칭, 지금은 TIA-422로 되어 있다.)는 '평형 디지털 인터페이스 회로의 전기적 특성'을 규정하는 기술 규격이다.
이 규격은 데이터 전송을 위한 평형 전송 내지 차동신호의 채용, 단방향/무반전, 전송로의 터미네이트의 유무, 포인트 투 포인트(point-to-point), 멀티 드롭 등을 규정한다. RS-485와 비교해서 EIA-422는 복수 드라이버가 아닌 복수 리시버만을 허용하고 있다.
이 표준의 현재 제목은 "TIA-422 Electrical Characteristics of Balanced Voltage Differential Interface Circuits"이며, 수정판은 현재 1994년 5월에 발행된 버전인 'B'버전이다. 또한, 2005년에 전기통신 산업 협회(Telecommunications Industry Association)에 다시 제출되었다.
평형형 리시버나 평형형 드라이버, 12미터(40피트), 10M메가보의 데이터 속도 등이 이 표준의 이점이다.
EIA-422은 비평형, 평형 신호로의 전기적 신호 특성만을 규정하고 있다. 프로토콜이나 핀 할당은 정의되고 있지 않다. 이 인터페이스의 접속은 EIA-530(DB-25 커넥터)이나 EIA-449(DC-37 커넥터)로 정해져 있다. 그러나 송수신을 실현하기 위해서 4개의 나사구멍을 가지는 디바이스도 존재한다. 최대 케이블 길이는 1200m이다. 최대 데이터 속도는 1.2m에서 10Mbps, 1.2km에서 100kbps이다. EIA-422는 하나의 드라이버에 10개까지 리시버를 접속할 수 있지만, EIA-485와 같은 진정한 멀티 포인트 접속형 통신 네트워크를 구축할 수 없다.
EIA-422의 자주 사용되는 방법은 RS-232을 확장하는 것이다. 비디오 편집 스튜디오에서는 모든 비디오/오디오의 플레이어나 레코더를 중앙 제어대에 접속하기 위한 제어 신호를 연결하는 데 사용되고 있다. 애플의 매킨토시 시리즈에서는 mini-DIN8 커넥터를 사용한 RS-422의 변형인 RS-232C 호환품이 '프린터 포트' 또는 '모뎀 포트'로 사용되었지만, 1998년에 발매된 아이맥에서는 이러한 포트가 인텔사가 중심적으로 추진한 USB으로 옮겨갔기 때문에, 1999년까지만 판매되었던 파워 매킨토시 G3(Beige)를 마지막으로 매킨토시 시리즈에서는 채용되지 않게 되었다.
EIA-422는 MIL-STD-188-114B와 호환성이 있지만 동일한 것은 아니고. EIA-422는 0-5V 신호를 사용하고 있지만 MIL-STD-188-114B는 0V를 중심으로 대칭인 신호를 사용하고 있다. 양쪽 모두의 규격서에는 공통 모드 전압에 대해서의 공차는 호환성이 있다.
EIA-423은 비평형형 신호를 위한 유사 규격이다.

## 같이 보기
- 미국 전자 산업 협회
- 필드버스
- 프로피버스